# 勇士 (2011年电影)
是一部2011年9月9日上映于美国的动作片。

## 剧情
该片讲述了一对兄弟因为家庭破碎而从小分离到成年之后在拳击赛场相遇的故事。
主角湯米（湯姆 哈迪 湯姆·哈迪 ）於海軍陸戰隊退役後，始終無法擺脫過往的不幸，也不知下一步該往何走的他，決定回老家投靠酒鬼老爸 （ 尼克 諾特飾），藉由拳擊教練父親的訓練，參加MMA綜合格鬥競賽，希望拿下冠軍⋯

## 演员
| 演员            | 角色              | 备注                   |
| 尼克·诺特       | 帕迪              | 拳击教练               |
| 汤姆·哈迪       | 汤米              | 帕迪的二儿子           |
| 乔尔·埃哲顿     | 布兰登            | 帕迪的大儿子，物理老师 |
| 詹妮弗·莫里森   | 苔丝              | 布兰登的妻子           |
| 弗兰克·格里罗   | 弗兰克·坎帕纳     | 布兰登的好友兼教练     |
| 凯文·杜恩       | 乔                |                        |
| 昆特·安卓       | 科巴              |                        |
| 瓦内萨·马丁内斯 | 皮拉尔·费尔南德斯 |                        |
| 诺亚·艾默里奇   | 丹·泰勒           |                        |
| 加文·欧康诺     | 瑞里              |                        |
| 乔希·罗森塔尔   | 乔希·罗森塔尔     | 饰演自己               |
| 布赖恩·卡连     | 布赖恩·卡连       | 饰演自己               |